# Statuia „Alergătorii”
Statuia „Alergătorii” a fost realizată de sculptorul francez Alfred Boucher (1850-1934).
O copie a acesteia, din 1913, este actualmente instalată în București, pe Calea Victoriei 142-146, și este declarată monument istoric și înscrisă în Lista monumentelor istorice din București, sector 1 cu cod LMI B-III-m-B-20062. Această copie a fost instalată inițial în fața Ateneului Român, dar a fost mutată pe actualul amplasament în 1966. În locul ei, în fața Ateneului Român a fost montată statuia lui Mihai Eminescu, executată în bronz, în 1965, de sculptorul Gheorghe D. Anghel. La un moment dat, statuia „Alergătorii” a fost mutată de pe noul amplasament în fața stadionului Dinamo, pe Șoseaua Ștefan cel Mare, dar a fost readusă pe Calea Victoriei.

## Istoricul statuii

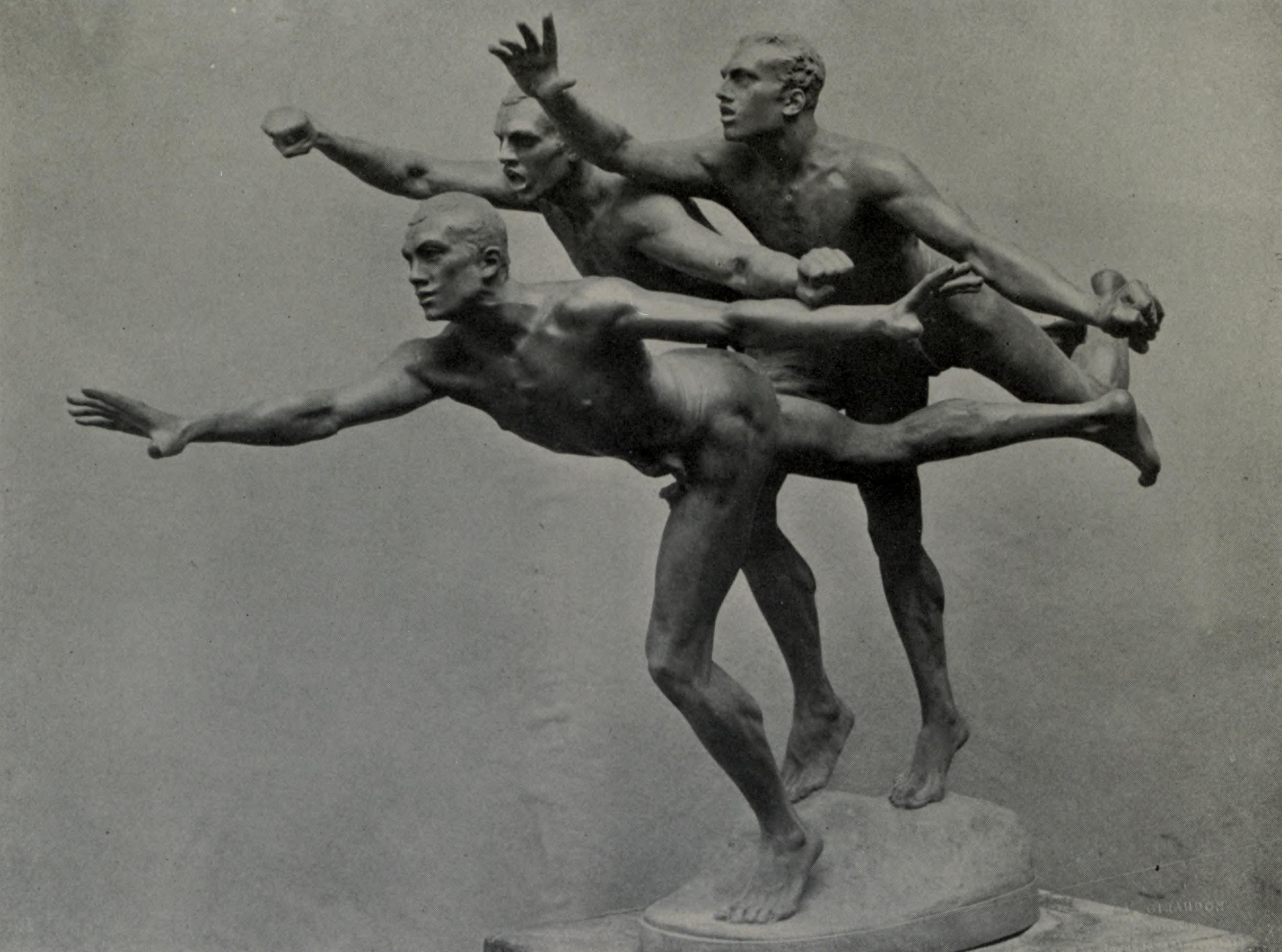
Statuia Au But!

Statuia prezintă trei atleți în ultimele clipe ale cursei, întinzând mâinile în față spre a fi primii la trecerea liniei de sosire. Statuia are un puternic impact prin dinamismul atleților, întregul grup părând a se arunca înainte. Pentru unul din atleți a pozat exploratorul Gabriel Bonvalot, prieten al sculptorului.
Originalul statuii, ca model de ghips, cu titlul „Les Coureurs” (alergătorii) a fost expus prima dată la Salonul din 1866, din Paris, unde a atras aprecierile criticilor și publicului. Statuia a fost premiată cu medalia premiului 1, Statul francez cumpărând de la sculptor o statuie turnată în bronz, la scara 1/1, pentru a o amplasa în Jardin du Luxembourg (Grădina Luxemburg), cu titlul „Au But!” (la linia de sosire). Din păcate, aceasta a fost distrusă în 1940, sub ocupația nazistă. Ulterior, compania Siot-Decauville a turnat în bronz trei copii reduse la scară. O copie redusă la scară, turnată în bronz se află la Musée d’art moderne et contemporain din Strasbourg (Bas-Rhin), iar un model din ghips, realizat în 1875, se află la Musée d'art d'archéologie et de sciences naturelles din Troyes (Aube). Altă copie se află în Musée Paul Dubois – Alfred Boucher din Nogent-sur-Seine. O mulțime de alte copii se găsesc în colecții particulare. Și în București există o copie a „Alergătorilor”, editată în mărime redusă, amplasată în curtea hotelului Triumf de pe Șoseaua Kiseleff, o clădire monumentală ridicată în 1937 după planurile arhitectului Petre Antonescu.

## „Alergătorii” și Jocurile Olimpice
Statuia „Alergătorii” a fost realizată în perioada în care arheologi germani au făcut săpături la Olympia, Grecia și au descoperit locul unde se desfășurau Jocurile Olimpice antice. Această descoperire și statuia „Au But!” i-au dat lui Pierre de Coubertin imboldul de a organiza Jocurile Olimpice moderne, a căror primă ediție s-a desfășurat la Atena în 1896.